# HD ready

Логотип для 1080p устройств

HD ready логотип для устройств, поддерживающих разрешение 720p

«HD Ready» — маркетинговый термин (а также соответствующая программа сертификации), описывающий соответствие видеооборудования определенному стандарту работы с видеоконтентом высокого разрешения. Термин официально используется в Европе с января 2005 года, когда Европейская отраслевая ассоциация информационных систем, телекоммуникационных технологий и бытовой электроники (EICTA) анонсировала этот логотип. Следует понимать, что данный стандарт разработан с упором на различные технологии защиты контента от пиратства и его отсутствие никак не связано со способностью конкретного устройства отображать HD-видео.

## Условия, необходимые для получения сертификата «HD Ready»
1. Дисплеи:
  - Минимальное разрешение дисплея, устройства отображения или матрицы проектора — 720 строк при широкоформатном отображении (16:9)
2. Видеоинтерфейсы:
  - Устройства отображения оснащены входами
    - аналоговый компонентный разъем YPbPr
    - DVI или HDMI
DVI или HDMI входы поддерживают защиту контента (HDCP)

  - с поддержкой форматов высокого разрешения
    - 1280x720 @ 50 или 60 Гц прогрессивная развертка («720p»)
    - 1920x1080 @ 50 или 60 Гц чересстрочная развертка («1080i»)

## Альтернатива телевизорам «HD ready»
Многие ПК и ноутбуки фактически имеют большее разрешение, чем описано в необходимых технических требованиях («HD ready» Minimum Requirements). Однако они не будут соответствовать маркировке «HD ready», если не будут удовлетворять требованиям по наличию необходимых разъёмов.
Любой достаточно быстрый компьютер с разрешением дисплея 1280x720 или выше (и 16:9, и 16:10, и 4:3 (1920×1440), и 15:10 (1920×1280, наприм.)) способен воспроизводить HD-видео, даже несмотря на то, что в компьютерах изначально не предусматривалась такая возможность. Такое видео может быть получено из интернета, в виде файлов или с DVB-карты цифрового спутникового приема.

## Технические требования «HD ready (1080p)»
Новый логотип основан на базе традиционного «HD Ready» — в новом лого снизу под словом «ready» добавлена строчка 1080p, которая фактически является синонимом Full HD ('Full HD' стандартом не является), что обозначает поддержку устройством вывода видео с разрешением, как минимум, 1920 на 1080 пикселов и прогрессивной разверткой.
В порядке присуждения маркировки «HD ready 1080p» (не эквивалентно Full HD, так как устройства Full HD могут не соответствовать всем техническим требованиям «HD Ready 1080p»), или более старого логотипа «HD Ready», на устройства отображения накладываются следующие технические требования:
| Технические требования                                                                                        | HD Ready 1080p | HD Ready                          |
| --- | -------------- | --------------------------------- |
| Минимальное разрешение                                                                                        | 1920x1080      | 720 строк в широкоэкранном режиме |
| Поддерживаемые видеоформаты воспроизводятся без искажений                                                     | зелёная ✓      | ❌                                |
| Отображение видеоформатов 1080p и 1080i без переразвёртки (соотношение пикселов 1:1)                          | зелёная ✓      | ❌                                |
| Отображение поддерживаемых видео режимов с заданной или большей частотой обновления кадра (multisync display) | зелёная ✓      | ❌                                |
| Аналоговый вход YPbPr                                                                                         | зелёная ✓      | зелёная ✓                         |
| Цифровой вход HDMI или DVI                                                                                    | зелёная ✓      | зелёная ✓                         |
| HDMI или DVI поддерживает защиту от копирования (HDCP)                                                        | зелёная ✓      | зелёная ✓                         |
| 720p HD (1280x720 прогрессивная развёртка @50 & 60 Гц)                                                        | зелёная ✓      | зелёная ✓                         |
| 1080i HD (1920x1080 чересстрочная развёртка @50 & 60 Гц)                                                      | зелёная ✓      | зелёная ✓                         |
| 1080p HD (1920x1080 прогрессивная развёртка @24, 50 & 60 Гц)                                                  | зелёная ✓      | ❌                                |

Более старые изделия, которые носят маркировку «HD ready», не могут отображать видео с полным разрешением (и зачастую с полной кадровой частотой), получаемое от HD источника. Большинство HD ready устройств не имеют достаточно пикселов, чтобы давать точное, пиксел-в-пиксел, изображение без интерполяции более высокого HD разрешения (1920x1080) или (в редких случаях) даже более низкого HD разрешения (1280x720) (например, большинство ЭЛТ телевизоров или плазменные телевизоры с разрешением 1024x768). Это ограничение устранено для «HD Ready 1080p» устройств.
Термин "HD-совместимый" (HD compatible) также используется в Европе для обозначения устройств отображения, поддерживающих HDMI, но с более низким, чем HD ready, разрешением.